# Carldrakeana socia
Carldrakeana socia är en insektsart som först beskrevs av Drake och Ruhoff 1961.  Carldrakeana socia ingår i släktet Carldrakeana och familjen Cantacaderidae. Inga underarter finns listade i Catalogue of Life.